# 호호생활
《호호생활》(好好生活)은 2021년 방송되었던 중국의 드라마이다.

## 줄거리
- 우여우는 혼인신고를 하려던 당일 교통 사고로 인해 남자친구를 바람 맞추게 되고 헤어진 후 남자친구는 출국을 하고 우여우는 상심이 컸지만 일에 전념을 하게 된다 이때 '대마왕'인 허시아와 만나 불꽃이 튀며 미운정 고운정 다든 원수같은 사이가 되고 이후 허시아가 교통 사고를 당했을 때 자신을 구해준 은인임을 발견하고 용감하게 사랑을 쫓게 되는데...

## 등장인물
- 린위선 - 허시아 역
- 차이원징 - 우여 역
- 도빙 (涂冰) - 리우만 역
- 추징위 (邹廷威) - 린칭 역
- 장옌 - 소피 역
- 정이 (程怡) - 치엔지아이 역
- 사수 (谢帅) - 린위에다 역
- 장호륜 (张皓伦) - 슝싱이 역
- 장경경 (张庆庆) - 량콰이 역
- 서능신 (徐凌晨) - 허샤오위 역
- 공령미 (孔令美) - 쑹메이리 역
- 성재녕 (成梓宁) - 하지앙 역
- 공방미 (龚芳妮) - 팡위안 역